# Троицкий собор (Тольятти)
Троицкий собор — утраченный православный храм в Ставрополе-на-Волге (ныне Тольятти), разрушенный при переносе города во время строительства Жигулёвской ГЭС. Предполагается строительство нового собора в память уничтоженного.

## Исторический собор
Троицкий собор, построенный в 1738 году, стал одним из самых первых зданий города.
Именно в Троицкий храм была передана древняя икона Казанской Божией Матери, которая 300 лет хранилась в семье отставного полковника Сошальского. В храме находился золотой крест, внутри которого были частички мощей Святых Андрея Первозванного, бессребреников Космы и Дамиана, Георгия Победоносца и других.
Однако курировавшему строительство города Василию Татищеву первоначальный деревянный храм показался мал, поэтому уже в 1739 году началось строительство нового пятиглавого Троицкого собора. Строили его четыре года. Но, вероятно, из-за низкой квалификации строителей он пришёл в полную негодность вскоре после окончания стройки.
В третий раз здание перестраивалось в 1750 году. В новом соборе не было отопления, поэтому службы проходили только в тёплое время года, а в холода служба велась в зимнем приделе.
Волга постоянно подмывала берега, на которых стоял город, и в начале XIX века, когда возникла угроза подтопления набережной, храм было решено перенести подальше от берега.
В 1809 году его разобрали и вновь заложили в центре города. Улицу, где он находился назвали Соборной. 7 сентября 1824 года на службе в соборе присутствовал император Александр I. В Троицком же соборе служил и святой Иоанн Кронштадтский, во время своего посещения города в 1884 году.
В 1842 году рядом с собором возвели 55-метровую колокольню — по проекту симбирского архитектора Лизогуба. В ней оборудовали тёплую церковь с приделом, куда могли поместиться до тысячи человек.
По крайней мере дважды храм серьёзно страдал при пожарах. Однако, в 1909 году при нём действовали начальная двухлетняя школа и библиотека, а число прихожан достигало почти пяти тысяч человек.
В 1921 году, под предлогом помощи голодающим Поволжья большевиками изымались ценности из церквей. Несмотря на формальные инструкции забирать только излишние вещи, из храма вынесли всё: серебряные иконы, кресты, ризы. Такая же участь постигла и другие храмы Ставрополя.
В 1930 году с Троицкого собора и Успенской церкви сняли все колокола. 30 января на общем собрании местные жители, как записано в документах, «единогласно и единодушно» проголосовали за снятие колоколов с собора. Их, в том числе и главный 400-пудовый колокол, разбивали кувалдами, грузили на баржи и отправляли на переплавку. По некоторым сведениям, часть колоколов утонула вместе с баржей, на которой их перевозили недалеко от села Брусяны, а часть ушла на дно Волги вместе с куском берега, где они были сложены в ожидании барж. От всей звонницы сохранился только один зазвонный колокольчик (ныне находится в фондах городского музейного комплекса «Наследие»).
Собор окончательно был закрыт в ноябре 1936 года. В нём разместили зернохранилище. А 31 мая 1955 года Троицкий собор взорвали. Предпринимались попытки разобрать храм по кирпичам, сломать бульдозером, но кирпичная кладка оказалась очень крепкой.
Долгое время существовала городская легенда, что на дне Волжского водохранилища на месте затопления Ставрополя находится частично уцелевшая церковь. Порой утверждалось, что иногда, при чистой воде, можно увидеть под водой крест на соборе. Однако эта легенда была опровергнута тольяттинскими дайверами. Церковь была взорвана и разрушена до основания. Её высота была 63 метра, а место, где она располагалась, затоплено всего на 9 метров. На дне Волги от собора остались лишь часть фундамента и несколько ступеней.

## Современный собор
Идея постройки нового собора со старым именем возникла давно. Было отведено место, составлен предварительный проект масштабного храмового комплекса. Однако по различным причинам дело не продвигается.
Был установлен памятный крест на месте, где планируется постройка собора, да невдалеке построен храм при приходе Святой Троицы. О дальнейших перспективах строительства ничего не известно.